# Sinfonía Turangalila

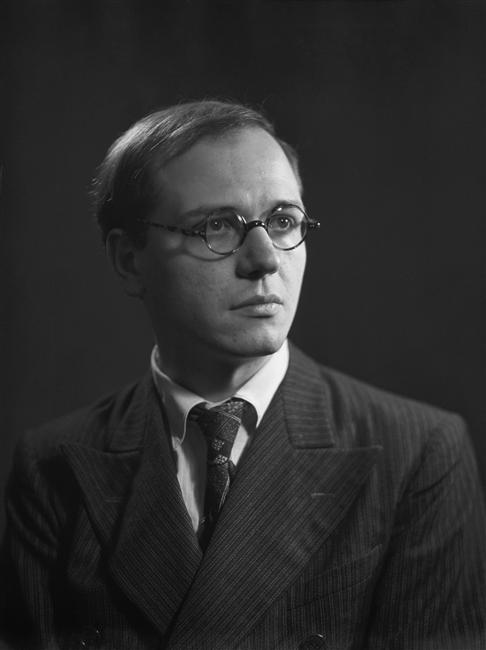
Messiaen en 1937.

La Sinfonía Turangalîla (nombre original Turangalîla-Symphonie) es un poema sinfónico de grandes proporciones compuesto por Olivier Messiaen entre 1946 y 1948 para satisfacer su primer encargo internacional importante.

## Historia

### Composición

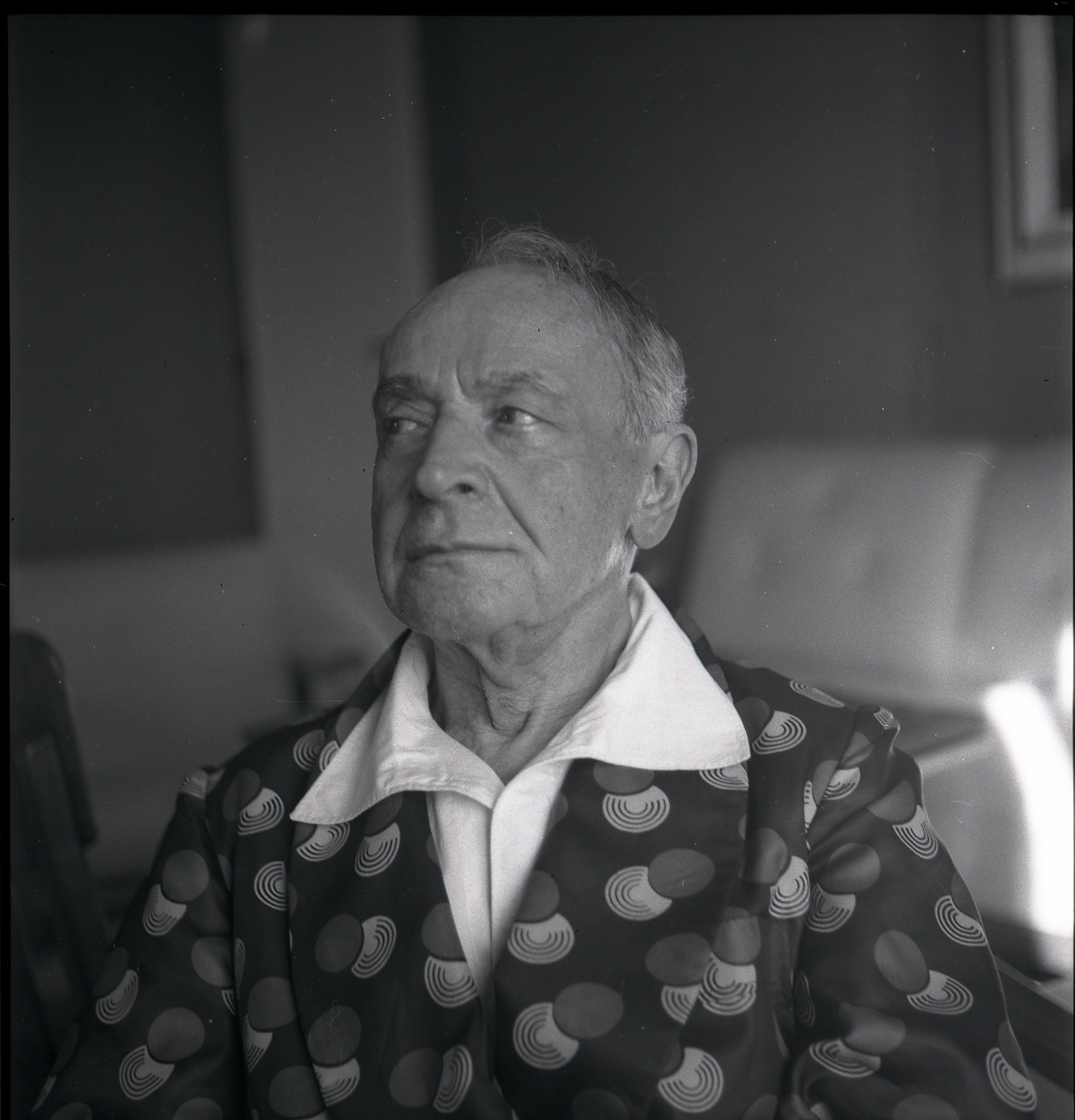
Kusevitski, director que encargó la obra.

La composición de esta obra se desarrolló entre 1946 y 1948. El origen de la pieza fue un encargo de Serguéi Kusevitski para la Orquesta Sinfónica de Boston, de la que Kusevitski fue director titular entre 1924 y 1949. El encargo fue muy libre, no concretando ni la duración, requisitos orquestales ni el estilo de la obra, dejando todas estas decisiones para el compositor. Messiaen revisó la partitura en 1990.
La mayoría de la obra de Messiaen tiene inspiración religiosa y en concreto católica. Durante la composición de esta obra estaba fascinado por el mito germánico de Tristán e Isolda, razón por la que esta obra forma parte integral de una trilogía de composiciones centradas en las ideas románticas del amor y de la muerte ―las otras dos piezas de esta trilogía esta son Harawi para piano y soprano y Cinq rechants para coro no acompañado.
En respuesta a preguntas sobre el significado de la duración de la obra, su división en diez movimientos y el porqué del uso de las ondas Martenot, Messiaen simplemente respondió: «Se trata de una canción de amor».
El título de la obra, así como el de sus movimientos, fueron concebidos con posterioridad a la terminación de la obra. No fueron explicados por Messiaen hasta que se publicó una anotación de su diario de principios de 1948: «El título nace de las dos palabras del sánscrito, turanga y lila, y puede traducirse libremente como ‘canción de amor e himno a la alegría, el tiempo, el movimiento, el ritmo, la vida y la muerte’. También describe la alegría de Turangalila como «sobrehumana, desbordante, deslumbrante y abandonada.» En sánscrito, turáṃ-ga significa ‘que va rápido’ (siendo turá: ‘rápido’, y ga: ‘va’): un caballo, o el pensamiento; y līlā: ‘diversión, pasatiempo’, especialmente ‘diversión divina’. Turanga lila significa el ‘los pasatiempos de la mente’.

### Estreno

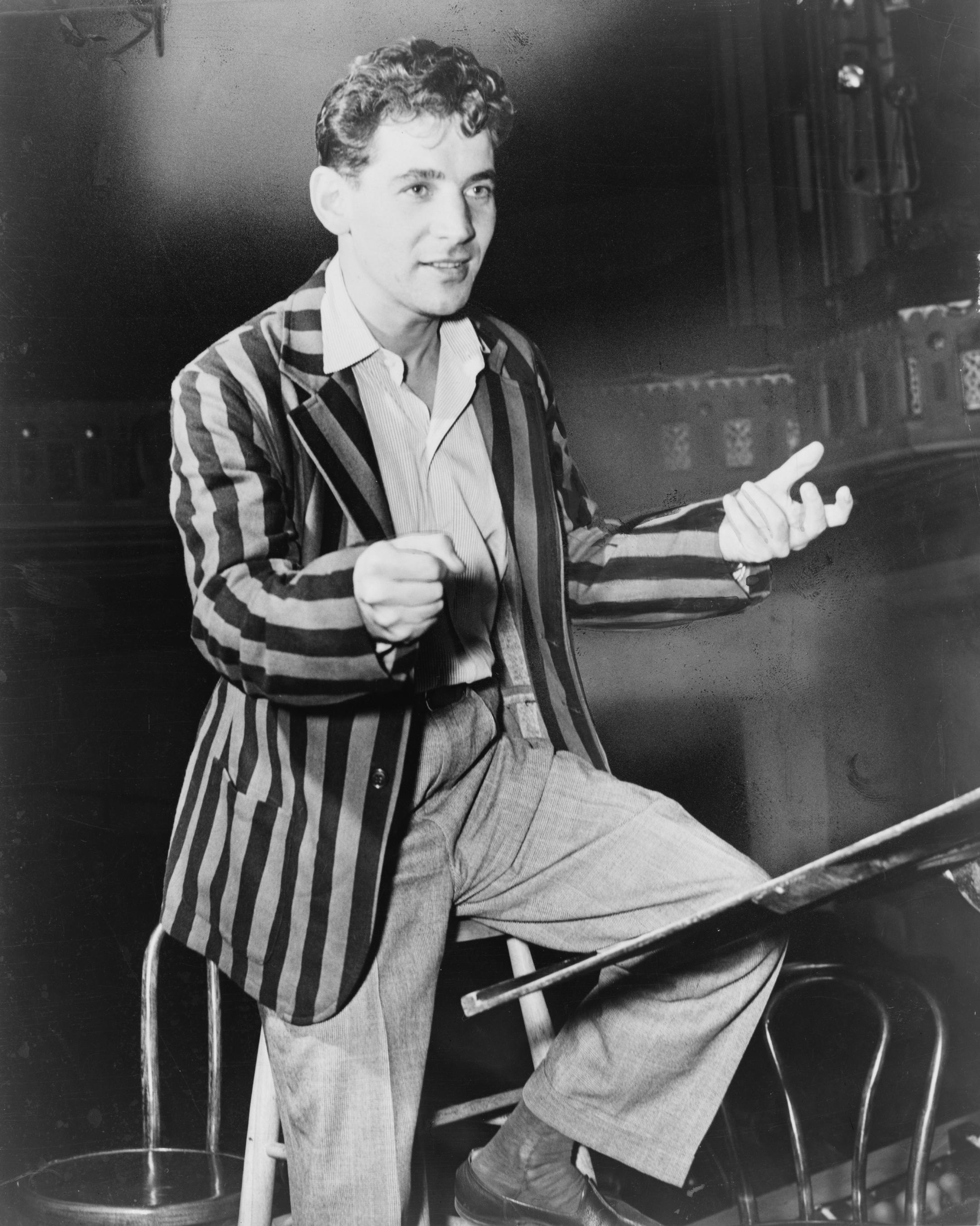
Bernstein, director del estreno.

El estreno se celebró el 2 de diciembre de 1949, bajo la dirección de Leonard Bernstein en su sede de Boston. Kusevitski tenía programado dirigir el estreno de la obra, pero cayó enfermo y tuvo que ceder la batuta a un joven Bernstein. Yvonne Loriod, quien posteriormente se convertiría en la segunda esposa de Messiaen, fue la solista al piano y Ginette Martenot tocó el generador de ondas Martenot en la primera y todas las siguientes interpretaciones hasta que desde 1953 Jeanne Loriod, hermana de Yvonne, empezó a tocar las ondas Martenot en muchas interpretaciones y grabaciones de la obra.

## Instrumentación
La partitura está escrita para una singular orquesta formada por:
- Viento madera: 1 flautín, 2 flautas, 2 oboes, 1 corno inglés, 2 clarinetes, 1 clarinete bajo y 3 fagotes.
- Viento metal: 4 trompas, 3 trompetas, 1 trompeta en re, 1 corneta, 3 trombones y 1 tuba.
- Percusión: para un mínimo 8 y hasta 11 intérpretes a cargo de: bombo, caja, platillos (crash y tres tipos de platillos suspendidos), tamboril provenzal, gong, triángulo, pandereta, temple blocks, caja china, maracas, vibráfono, glockenspiel con teclado, glockenspiel enmallado, campanas tubulares.
- Teclado: piano (solista), celesta.
- Cuerda: un arpa y una sección de cuerdas con 32 violines, 14 violas, 12 violonchelos y 10 contrabajos.
- Electrófonos: ondas Martenot (solista).

La parte del piano solista incluye varias cadenzas muy exigentes técnicamente.

## Estructura y análisis
La obra consta de diez movimientos: 
1. Introducción. A modo de prólogo, se da entrada al «tema de la estatua» y al «tema de la flor», al que sigue el cuerpo central del movimiento, en el que se superponen dos grupos en ostinato con punteados rítmicos. Un reprise del «tema de la estatua» cierra la introducción.
2. Canción de amor 1. Tras una introducción atonal, el movimiento se construye mediante la alternancia de un tema rápido y apasionado dominado por las trompetas y un tema suave y gentil llevado por la cuerda y las ondas Martenot.
3. Turangalîla 1. Se presentan tres temas: el primero mediante un solo de clarinete, el segundo suena en los metales graves y la cuerda y el tercero lo toca el viento-madera. El movimiento se desarrolla luego, sobre imponiéndose a los tres temas con la adición de un nuevo ritmo en la percusión.
4. Canción de amor 2. Introducido mediante un «scherzo» para el flautín y el fagot, este movimiento contiene nueve secciones, varias retoman material musical ya escuchado anteriormente. Una tranquila coda en la mayor le pone fin.
5. Alegría de la sangre de las estrellas. Una frenética danza cuyo tema principal es una variación rápida del «tema de la estatua». Para Messiaen, esta danza representa la unión de dos amantes, vista como una transformación a escala cósmica, la reaparición del tema de la estatua y la superposición de todas las texturas dan a este movimiento destellos adamantinos en palabras del compositor. La danza es interrumpida por una demoledora cadenza del pianista, previa a una breve coda orquestal donde reaparece el tema de la estatua.
6. Jardín del sueño del amor. La primera aparición del «tema del amor» en la cuerda y las ondas Martenot se acompaña por una canción de pájaros idealizada ejecutada por el piano y la orquesta, mediante efectos coloristas. Según Messiaen, «los dos amantes son abrazados por el sueño del amor. Un paisaje sale de ellos...»
7. Turangalîla 2. Un movimiento completamente atonal que pretende invocar terror, con un papel predominante para la percusión.
8. Desarrollo del amor. Para Messiaen, el título puede considerarse de dos formas: los amantes, unidos por el elixir de amor, están atrapados en una pasión que crece hasta el infinito; y musicalmente, esta es la sección de desarrollo de la obra.
9. Turangalîla 3. Un nuevo tema es aportado por el viento madera. Un conjunto de percusión de cinco elementos, introduce unas series rítmicas que da soporte a una sucesión de variaciones del nuevo tema.
10. Final. El movimiento sigue la forma sonata: una fanfarria de los metales, en paralelo a una rápida variación del «tema del amor» se desarrolla hasta llegar a una larga coda, una versión final del «tema del amor» ejecutada en fortissimo por la orquesta al completo. La obra termina con un enorme acorde de fa mayor. En palabras de Messiaen, «gloria y alegría sin fin».

La interpretación de esta obra dura aproximadamente 80 minutos. Los movimientos se tocan sin pausas y están enlazados por una serie de temas e ideas musicales que reaparecen una y otra vez. La respuesta inicial de Messiaen al encargo de Kusevitski fue la composición de una sinfonía convencional, en cuatro movimientos (que corresponden, según su posición en la obra actual, a los movimientos 1, 4, 6 y 10). A continuación, añadió los tres movimientos Turangalîla, que inicialmente denominó Tâlas, en referencia al uso del ritmo en la música clásica india (movimientos 3, 7 y 9, según el orden definitivo). Posteriormente añadió todavía dos más: Chant d'amour y Développement de l'amour (movimientos 2 y 8). Pero no quedó contento hasta que añadió el quinto movimiento, el que, posiblemente, se ha convertido en el más célebre: Joie du sang des étoiles que aporta en el núcleo de la obra un elemento de contraste a la ensoñación sostenida en el movimiento lento Jardin du sommeil d’amour encerrando el espíritu efervescente de la obra.
Al principio, Messiaen autorizó la ejecución de los movimientos 3, 4 y 5 como Tres tâlas (nombre que no tiene nada que ver con el que dio inicialmente a los tres movimientos Turangalîla), pero luego decidió desaprobar la interpretación de extractos.
La sinfonía usa la armonía de una manera que roza la atonalidad, si bien no se le puede considerar un sinfonía en el sentido clásico de la palabra, más bien se puede considerar un ciclo para orchestra por los temas que reaparecen en la pieza y por el desarrollo poco convencional. Además de la innovación tonal, también hay innovación en el ritmo y el color orchestral, como en todos los trabajos de Messiaen.

## Recepción de la obra
La obra es considerada una de las obras maestras de la música clásica del siglo XX, siendo muy interpretada y grabada. 

## Discografía selecta
| Año       | Dirección            | Orquesta                                    | Piano                 | Ondas martenot            | Discográfica     | Nº Catálogo                                  |
| --------- | -------------------- | ------------------------------------------- | --------------------- | ------------------------- | ---------------- | -------------------------------------------- |
| 1950      | Roger Désormière     | Orquesta Nacional de la ORTF                | Yvonne Loriod         | Ginette Martenot          | INA              |                                              |
| 1992      | Hans Rosbaud         | Sinfónica de la SWR de Baden-Baden          | Yvonne Loriod         | Ginette Martenot          | Wergo            | WER 6401-2                                   |
| 1962      | Maurice Le Roux      | Orquesta Nacional de la ORTF                | Yvonne Loriod         | Jeanne Loriod             | Vega/Accord      | VAL 127 Vega C 30 ST 20033/4 Vega C 35 X 940 |
| 1967      | Jean Fournet         | Filarmónica de la Radio de los Países Bajos | Yvonne Loriod         | Jeanne Loriod             | Q Disc           |                                              |
| 1967      | Seiji Ozawa          | Sinfónica de Toronto                        | Yvonne Loriod         | Jeanne Loriod             | RCA              | [ 6 ]                                        |
| 1977      | André Previn         | Sinfónica de Londres                        | Michel Béroff         | Jeanne Loriod             | EMI              | SLS 5117                                     |
| 1982      | Louis de Froment     | Orchestre Symphonique de RTL                | Yvonne Loriod         | Jeanne Loriod             | Forlane          |                                              |
| 1985 2018 | Esa-Pekka Salonen    | Orquesta Philharmonia                       | Paul Crossley         | Tristan Murail            | CBS,Sony         | I2M 42126 G010003836824C                     |
| 1986      | Simon Rattle         | Sinfónica de la Ciudad de Birmingham        | Peter Donohoe         | Tristan Murail            | EMI              | EX270468-3 747463-8                          |
| 1990      | Myung-Whun Chung     | Orquesta de la Ópera de la Bastilla         | Yvonne Loriod         | Jeanne Loriod             | DG               | 0289 431 7812 9                              |
| 1993 2012 | Riccardo Chailly     | Orquesta del Concertgebouw                  | Jean-Yves Thibaudet   | Takashi Harada            | Decca            | London 436 626–2                             |
| 1992      | Marek Janowski       | Filarmónica de Radio Francia                | Roger Muraro          | Valérie Hartmann-Claverie | RCA              | 09026 61520 2                                |
| 1998      | Yan Pascal Tortelier | BBC Philharmonic                            | Howard Shelley        | Valérie Hartmann-Claverie | Chandos          | CHAN9678                                     |
| 1998      | Antoni Wit           | Sinfónica Nacional de la Radio Polaca       | François Weigel       | Thomas Bloch              | Naxos            | 8.554478-9                                   |
| 1999      | Hans Vonk            | Sinfónica de San Luis                       | Garrick Ohlsson       | Jean Laurendeau           | Pentatone        |                                              |
| 2001      | Kent Nagano          | Filarmónica de Berlín                       | Pierre-Laurent Aimard | Dominique Kim             | Teldec           | 8573-82043-2                                 |
| 2001      | Norichika Iimori     | Sinfónica de Tokio                          | Kazuoki Fujii         | Takashi Harada            | Canyon           |                                              |
| 2002      | Ryusuke Numajiri     | Filarmónica de Japón                        | Ichiro Nodaira        | Takashi Harada            | Exton            |                                              |
| 2006      | Thierry Fischer      | BBC National Orchestra of Wales             | Roger Muraro          | Jacques Tchamkerten       | BBC Music        |                                              |
| 2007      | Hiroyuki Iwaki       | Sinfónica de Melbourne                      | Kaori Kimura          | Takashi Harada            | ABC Classics     | 4812873                                      |
| 2008      | Sylvain Cambreling   | Sinfónica de la SWR de Baden-Baden          | Roger Muraro          | Valérie Hartmann-Claverie | Hänssler Classic | 93.225                                       |
| 2012      | Juanjo Mena          | Filarmónica de Bergen                       | Steven Osborne        | Cynthia Millar            | Hyperion         | A67816                                       |
| 2014      | Hannu Lintu          | Sinfónica de la Radio Finlandesa            | Angela Hewitt         | Valérie Hartmann-Claverie | Ondine           | ODE12515                                     |
| 2018      | Yutaka Sado          | Tonkünstler                                 | Roger Muraro          | Valérie Hartmann-Claverie | Tonkünstler      | TON2005                                      |
| 2024      | Gustavo Gimeno       | Sinfónica de Toronto                        | Marc-André Hamelin    | Nathalie Forget           | Harmonia Mundi   | HMM905336                                    |

- La grabación de Roger Désormière supuso el estreno en Europa, en el Festival de Aix-en-Provence el 25 de julio de 1950.
- La grabación de Maurice Le Roux en 1961 fue supervisada por el compositor.
- La grabación dirigida por Myung-whun Chung es una producción supervisada por Messiaen y primera grabación de la versión revisada.
- El biógrafo de Messiaen Christopher Dingle, recomienda la grabación dirigida por Kent Nagano para Teldec, debido a que, aunque la Filarmónica de Berlín parece una elección que diste de ser evidente, su falta de familiaridad con la obra unida a la tensión provocada por la grabación en directo, bajo una excelente dirección de Nagano ― reflejo de su profundo conocimiento de la música de Messiaen―, confiere una frescura de la que a menudo carecen las grabaciones, siendo la interpretación de Aimard, electrizante.[7]